# 신질서 (나치즘)
신질서 (新秩序, 독일어: Neuordnung, 영어: New order) 또는 유럽 신질서(독일어: Neuordnung Europas, 영어: New order of Europe)는 나치 독일이 유럽에 부과한 정치적 계획, 궁극적으로는 세계 정복 계획의 이름을 뜻한다. 신질서는 이미 제2차 세계 대전 이전부터 구축되었으나, 1941년 아돌프 히틀러의 선언으로 공개적으로 선포되었다.
나는 1941년이 대유럽 세계 질서의 역사적 연도라고 확신한다.

무엇보다도, 이것은 나치즘이 범게르만주의의 아리아-노르딕 지배자 민족의 인종본질주의이자 독일 정착민의 동유럽 정착형 식민주의이고, 유대인과 그 외 슬라브 민족을 포함한 운터멘시(Untermensch)라고 부르는, 살 가치가 없는 생명의 홀로코스트와 집단 학살, 강제 이주, 노예를 수반했다. 나치 독일의 공격적 영토 팽창주의는 제2차 세계 대전의 원인이 된다.
이 신질서는 나치 독일의 외교 정책의 궁극적인 목표로, 일부는 나치 독일이 유럽을 제한적으로 지배한다고 추측하고 있으며 다른 한편에서는 궁극적으로 나치 독일이 세계 정부를 만들기 위한 발판이라고 추측하고 있다.
| “ | 총통은 전유럽의 주인이 나치 제국이라는 신념이 흔들리지 않았다. 아직 많은 전투에 참가해야 하지만, 이것은 의심없이 멋진 승리로 기록될 것이다. 세계 지배의 길은 이 곳에서 시작된다는 것이 확실하다. 유럽을 지배한다는 것은 세계를 지배할 수 있다는 것이다. | ” |
|   | — 요제프 괴벨스, 1943년 5월 8일 |   |

## 용어의 유래

유럽의 신질서: 제2차 세계 대전 중 나치 독일 및 추축국의 최대 정복 영역

원래 "노이오르드눙"(Neuordnung)의 의미는 현재 사용되는 의미보다 매우 좁은 의미였다. 이 말은 일반적으로 신질서로 번역되지만, 더 정확하게 번역을 하자면 재구성(reorganisation)에 가까운 뜻이다. 이 용어가 나치 시기의 제3제국에서는 나치가 유럽의 본질적인 국경을 다시 그리도록 하는 욕망으로 이용되었으며 이 결과 기존의 지정학적 구조가 바뀌었다. 같은 의미에서, 이 단어는 1648년 베스트팔렌 조약, 1815년 빈 회의, 1945년 제2차 세계 대전의 연합국의 승리 당시 국제 정치 질서의 재개편이라는 의미로 이용되었다. 사실, 원래 나치가 만든 완전한 구문은 die Neuordnung Europas(유럽의 신질서)로 노이오르드눙(Neuordnung)은 속어로 많이 이용되었다.
나치 정부의 목표에 따르면, 경제적, 정치적으로 통합된 유럽이란 "공동 이익"을 목표로 독일 아래 유럽 지역의 공정한 재배열을 시도하며, 나치는 유럽 대륙에서 "아시아적인"을 의미하는 소비에트 연방을 제외시켰다. 나치의 인종주의적 관점은 소비에트 연방의 유대-볼셰비키(Judeo-Bolshevist)는 모두 파괴되어야 할 범죄 대상으로 보았으며 이것들은 유럽의 문화라고 부를 만한 것이 아닌 야만적인 상태의 것이라고 생각했다. 신질서는 그러므로 좀처럼 이론적으로는 국가사회주의에 따라 다시 구성할 수 있었지만 이후 심지어는 실제 구조가 아니더라도 소비에트 러시아는 절대로 참조하지 않았다.
실제 나치 독일의 헤게모니는 전후 대륙의 지배 보장이었다. 독일외 나머지 유럽 국가의 정치적, 경제적 예속과 함께 독일 국가 자체의 팽창주의로 목표를 달성할 수도 있었다. 유럽 이외의 지역 뿐 아니라 궁극적으로 세계적인 규모로 확장될 예정이었던 이 프로젝트는 독일이 먼저 유럽의 독보적인 지배 이후 미래에 계획할려 했지만, 신질서는 유럽에서 여분의 시간을 주지 않았다.
나치 선전의 넓은 이용으로 인해 신질서는 서구 미디어의 주화를 얻었다. 특히, 영어권 학회에서는 이에 더욱 포괄적인 정의의 논의를 진행하였으며 점점 나치 독일의 아돌프 히틀러 뿐 아니라 모든 외국에서 국내 정치 및 전쟁 목표를 사용하는 데에 이르었다. 따라서, 일본 제국의 아시아 지배 계획이었던 대동아공영권은 이와 거의 비슷한 함의를 가지고 있다. 요즘에는 가장 일반적으로 제2차 세계 대전 중 추축국의 승리 이후 나치 독일의 유럽 대내외의 정책을 예상하는 데 이용된다.

## 이데올로기의 배경

### 인종차별주의
나치당은 과학적으로 인간의 엄격한 계층 구조를 증명하기 위해 인종 분류를 주장했다. 지배자 민족은 가장 순수한 피를 가진 아리아 민족이며, 이는 북유럽 민족과 근소한 차이가 있는 인정된 민족이라고 주장했으며, 아리아 인종은 나머지 인종을 지배해야 한다고 주장했다. 나치는 서양 문화가 주로 북유럽이 만들어 다른 문명에 비해 분명히 뛰어났다고 생각했고, 따라서 "노르딕인"들은 모든 인종보다 우수했다고 생각했기 때문에 나치는 세계 정복을 당연히 노르딕인들도 받아야 한다고 생각했다. 이 개념은 노르디시즘(Nordicism)으로 알려졌다.

### 지정학적 전략
히틀러는 그의 동부 확장 정책을 나의 투쟁에서 드러냈는데, 이는 1924년 지정학자 카를 하우스호퍼에게 영향받은 것이다. 하우스호퍼의 주요 지정학 개념 중 하나는 독일이 세계를 지배하기 위해서는 반드시 유라시아의 유라시아 심장부(Heartland)를 점령해야 한다는 이론이었다.

### 나치 제국주의의 예상 영토 범위
1930년 11일 프리드리히 알렉산더 대학교에서의 히틀러의 연설에서, 청중들에게 독일이 그들을 위해 싸우고 세계의 "지배"를 달성할 권리(즉, 세계 정복)이 있다고 말했다. 그는 이 매우 야심찬 목표는 엄청난 양의 전투 없이는 불가능하다는 것을 깨달았다. 히틀러는 자신의 정치 인생 이전에도 미래의 독일 세계 지배를 언급했다. 나중에 공개된 1927년의 루돌프 헤스와 발터 히벨 간의 편지에서, 헤스는 히틀러의 비전에 대해 부연 설명하였다.
"세계 평화는 확실히 노력하기에 이상적인 가치이다. 히틀러의 의견은 초강대국이 최고 인종 하나만 명백한 우위를 누리고 있을 경우 실현된다고 생각한다. 즉, [권력]은 세계 경찰로서 동시에 필요한 생활 공간(생활권)을 보장하는 가장 중요한 경쟁이다. 그리고 만약 이 방법들이 그들에게 열려 있지 않은 경우, 낮은 인종들은 자신 스스로 제한해야만 한다."

하인리히 힘러는 1943년 포젠 연설에서 처음 독일의 영토 열망을 언급했다. 그는 충돌과 관련된 국가 목표에 덧붙어 독일이 새로운 지역인 세계적인 전쟁 상태로 시작해야 한다고 말했다.
그 7년 전쟁은 프로이센이 유라시아에서 최고 강국이 되게 했다. 그 전쟁은 이미 프로이센의 일부가 된 실레지아를 확실하게 통치하기 위해 일어났다. 이 전쟁은 모든 독일 제국, 대 게르만 제국이 1938년 이래로 점령한 지역을 합병하게 하는 전쟁이 될 것이며 우리는 남아있을 것이다. 이 전쟁은 이제 동쪽으로 열린 통로를 유지하기 위해 진행되고 있다. 그러므로 아마도 독일은 강대국이라 할 것이다. 이것은 독일 세계 제국이 될 것이다. (Germanische Weltreich).

## 유럽의 구현

### 폴란드와 서부 유럽의 군사 작전
신질서의 초기 단계는 다음과 같다.
- 첫 번째로, 1939년 8월 23일 독일-소련 불가침 조약을 맺어 폴란드 침공 당시 소비에트 연방과의 양면전을 방지하고 영국의 해상 봉쇄로 인해 일어날 원자재 부족을 막는다.

- 두 번째로, 전격전을 통해 북유럽과 서유럽(베저위붕 작전과 프랑스 공방전)을 빠르게 공격해 저항을 무력화한다. 이 결과 1940년 초여름까지 덴마크, 노르웨이, 룩셈부르크, 벨기에, 네덜란드, 프랑스가 독일에게 정복되었다.

영국이 독일에게 굴복함으로써 서유럽에서 정치적 우위를 차지하고자 했다. 제1차 세계 대전 이후 열린 파리 강화 회의와 같은 방식의 강화 회의는 없어지게 되었다. 국제 노동 기구 같은 모든 국제 기구는 독일의 점령을 등가로 하여 해체되거나 바뀔 수 있었다. 전후 압수된 독일군 총사령관인 발터 폰 브라우히치가 남긴 문서에 따르면, "17세부터 45세까지 혼자 생활할 수 있는 모든 인구는 현지 상황의 예외적인 경우를 제외하면 모두 구금하고 대륙으로 보내야 된다"라고 작성했다. 이 인구는 전체의 25%를 차지했다. 영국의 모든 금융, 군사, 산업, 문화적 재산을 약탈한 이후 나머지 인구는 공포에 떨도록 했다. 민간인들을 인질로 잡은 이후 사소한 저항에도 모두 사형을 하고자 했다.
이 추방된 남성들은 대부분 루르와 어퍼 실레지아에서 대부분 산업 노동을 할 것으로 예정되었다. 비록 그들은 동부의 노예(나치는 이들을 인간보다 아래로 간주하여 죽을 때까지 일만 시키는 것이 적합하다고 여겼음)보다는 덜 잔인했겠지만 작업 및 생활 조건은 매우 열약했을 것이다.
1943년 2월 말 동부 점령 지역 제국 정부(Reichsministerium für die besetzten Ostgebiete)의 오토 브라우티겜(Otto Bräutigam)가 에두아르드 바그너(Eduard Wagner)와 토론 중 하인리히 힘러의 보고서를 읽을 기회가 있었을 때, 보고서에는 힘러가 독일의 승리 이후 영국과 프랑스에서 아인자츠그루펜과 보안방첩대(Sicherheitsdienst)를 이용하여 인구의 80% 이상의 학살하려 했다고 주장했다. 관련 사건에서는 히틀러가 영국 하층 계급을 "인종적으로 열등하다"라고 말한 것이 있었다.
북프랑스의 거대 영토 합병 계획에 따르면, 히틀러는 독일 헤게모니를 대륙에 초점을 맞추기 위해 제국령 내로 두는 것을 배척했다. 마찬가지로, 서부와 남부의 라틴 유럽(이스타두 노부, 프랑코 정권, 이탈리아)도 단순히 독일의 종속국 및 괴뢰 상태로만 두었다.

### 대게르만국의 수립

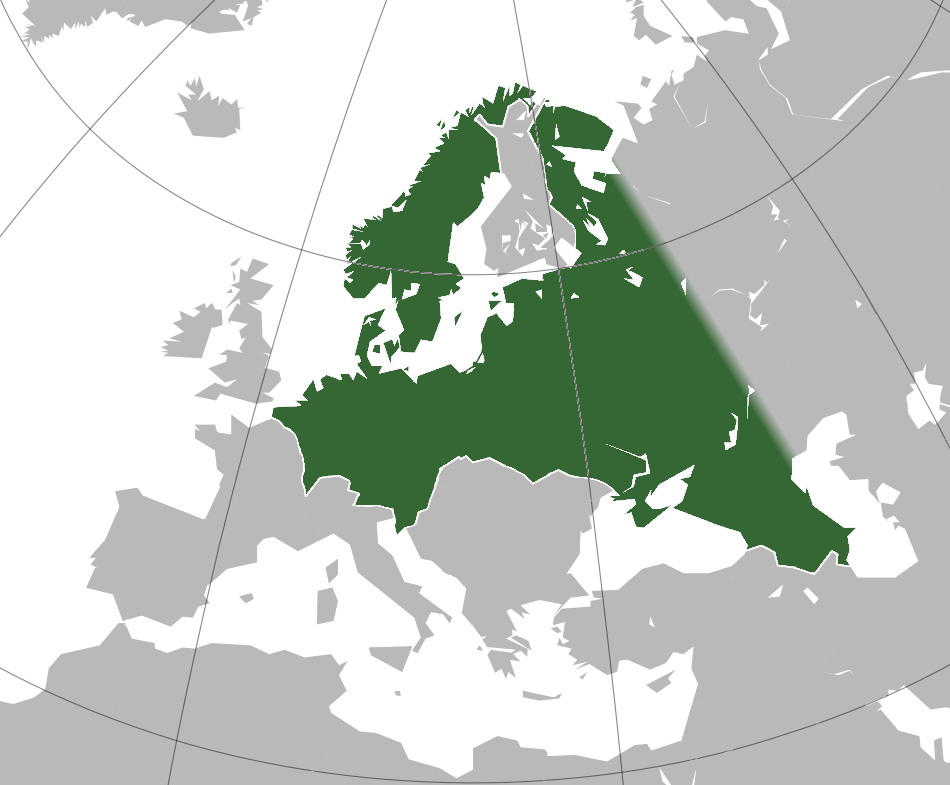
대게르만국으로 계획된 다양한 국경 중, 나치 독일에서 부분적으로 체계화된 계획 대상(예:제네랄플랜 오스트)과 친위대의 통치 기반 구역을 표시했다.

전쟁 기간 동안 가장 정교했던 나치의 프로젝트 중 하나는 새로 정복한 지역에서 "대게르만국"(Grossgermanisches Reich Deutscher Nation) 수립 계획이었다. 이 미래의 제국은 머지않아 독일 뿐 아니라 사실상 역사적으로 게르만 민족이 점령한 곳(그레이트브리튼섬 제외)를 포함했으며 자연의 아리안 민족이 점령할 것이라 믿었다. 제3제국 시기 오스트리아가 오스트마르크(Ostmark)같이 단순한 지방으로 통합하는 방법을 빠르게 적용하여 글라이히샬퉁(Gleichschaltung)을 적용할 계획이었다. 이것의 궁극적인 목적은 인종본질주의보다는 민족주의 의식을 근절시키는 것이었지만 독일어는 계속 존재할 것이었다.

### 남동부 유럽의 독일 지배 확립
독일의 소비에트 러시아 침공 직전, 슬로바키아 공화국, 헝가리 왕국, 루마니아, 불가리아 왕국, 세르비아(바나트 지역의 다뉴브 슈바벤(Danube Swabian) 자치령 포함)은 이미 나치 독일의 위성국이었다. 몬테네그로 왕국은 이탈리아 왕국이 알바니아를 점령하던 시기 합병되었다. 독일-이탈리아 공동 점령기의 그리스는 그리스 저항운동이 성장하였다. 비록 물리적으로 크로아티아 독립국은 이탈리아의 지배 하에 있었지만, 실제로는 공동통치 하고 있었으며 이탈리아는 남서부의 절반을 점령했고, 독일은 북동부의 절반을 지배했다. 히틀러는 베오그라드(나중에 프랑수아 외젠-슈타로 이름이 바뀜)과 데살로니카 지역에 영구 독일 기지를 건설할 수 있는 권한을 얻는다.

### 동부 유럽의 레반스라움 점령

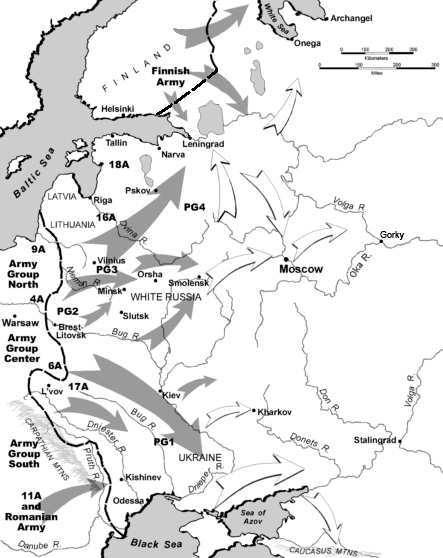
바르바로사 작전의 계획도.

신질서의 장기적인 계획을 만들기 위한 새로운 작전은 1941년 6월 22일 소비에트 연방을 침공하는 바르바로사 작전이었다. 이 전역의 목표는 단순한 소련 정권 파괴가 아닌(나치 정권은 정당성과 반소비에트주의를 고려하였다) 유럽 러시아의 인종을 개편하여 게네랄플란 오스트(Generalplan Ost)로 나치 엘리트들을 심고자 했다. 또한, 히틀러는 소련 영토에 존재하는 광대한 자원을 이용하여 독일에게 총봉쇄 상황의 자급자족을 이룰려고 했다. 우크라이나에는 곡물, 식물성 유지, 사료, 철광석, 니켈, 망간, 석탄, 몰리브데넘이 있었다. 또한, 크림반도에는 고무, 귤, 목화가 있었다. 흑해에는 물고기가 있었고, 코카서스에서는 석유가 있었다.
나치당의 철학자 알프레트 로젠베르크(슬라브 민족에 대한 비인간적인 정책에 항의)는 SS의 수장인 하인리히 힘러가 주도하는 동부 점령 지역 제국 정부의 프로젝트인 이곳의 슬라브 민족을 포함한 비아리안 민족을 노예화, 강제 이주, 제노사이드 등을 구현하고자 했다. 히틀러의 나의 투쟁에 나온 장기적 목표는 동유럽의 거대한 병합 영토에 독일 민족을 정착시키고, 결국에는 우랄산맥까지 3제국의 영토를 확장시키는 것이다. 동유럽의 정착형 식민지의 취득으로 레반스라움의 문제를 해결할 것이였다.
1942년부터는 준식민지 정권인 폴란드의 폴란드 총독부, 발트3국과 벨라루스의 오스트란트 국가판무관부, 우크라이나의 우크라이나 국가판무관부가 설립했다. 또, 모스크바 수도권을 포함한 유럽 러시아의 모스크바 국가판무관부, 코카서스 지역의 코카서스 국가판무관부 두 가지의 총독부가 구상되었다. 이 지역에는 유대인 인구(마지막 해결책)의 홀로코스트와 슬라브 민족의 노예화 정책이 계획되었고 이 계획을 위해 정복 이후 SS 군인이 유럽 러시아 지역에서 시행할 예정이었다. 이러한 각각의 SS 농민군은 아버지에 적어도 7명의 아이가 있을 것으로 예상했다.
독일 여성은 새롭게 병합한 동부 지역에 정착하기 위해 가능한 한 많은 아이를 가질 것이 권장되었다. 이러한 출산 장려 정책으로는 레반스라움 프로그램 확장과 제3제국 내에서 적어도 8명 이상의 아이를 낳은 독일 여성에게 수여되는 독일 어머니 명예 훈장으로 알려진 주 훈장 제정이 있었다. 마르틴 보어만과 히믈러의 인구 성장 촉진을 위한 노력으로 새로운 결혼 법안인 일부다처제 허용 법안도 있었다. 히믈러는 적어도 2000년대에는 독일 인구가 약 3억명일 것이라 예상했다.

### 재정착 노력

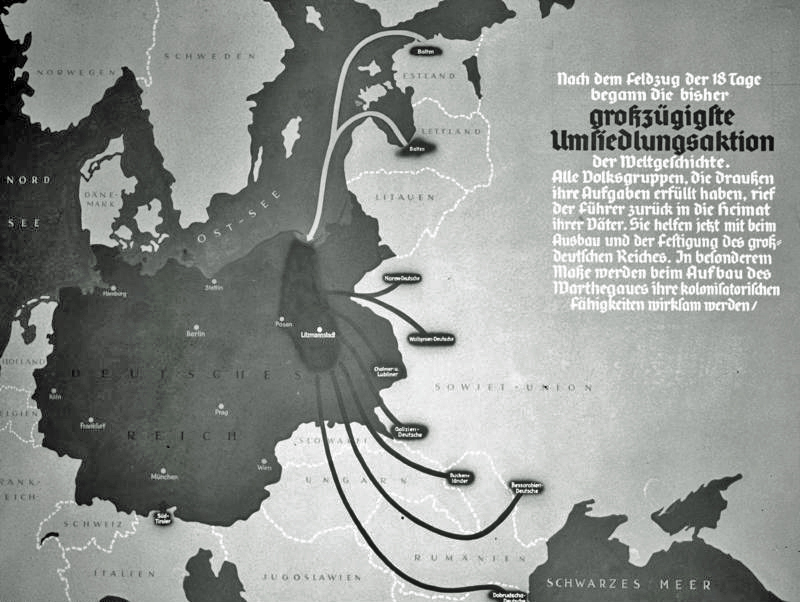
독일 점령하의 폴란드의 나치 계획을 보여주는 프로파간다 지도.

1942년, 히틀러의 제국은 유럽의 많은 곳을 점령했지만, 이 지역들은 나치가 원하는 인구보다 부족했다. 독일이 레반스라움 영토를 병합한 후에는 나치 이데올로기식 인종 원칙에 따라 인구를 채울 필요가 있었다. 이것은 전쟁이 끝나기 전에 "민족학적 관계의 재배열"로 수행할 수 있었다. 이 프로젝트의 초기 단계는 히틀러가 게르마니아 통합 제국 위원회(독일 민족의 강화를 위한 제국대표부 위원, RKFDV)(독일 민족 복지 사업부 참조) 시기 1939년 10월 7일 히틀러가 구상했다. 이 부는 독일의 폴란드 점령기 당시 히믈러가 공인한 독일 소수민족의 복귀를 위해 시작했다. 히믈러는 전쟁이 계속되는 다른 독일계 점령지에서 독일인 정착민 보호 관할지가 늘어났다. 독일 민족 정착을 위한 영토를 만들기 위해, 폴란드와 프랑스 영토로 수십만 명을 보냈다. 히틀러의 독일계 소수민족 정착의 대다수는 소비에트 연방에게서 얻은 나치-소비에트 시민 교환 조약으로 받은 독일인이었다.

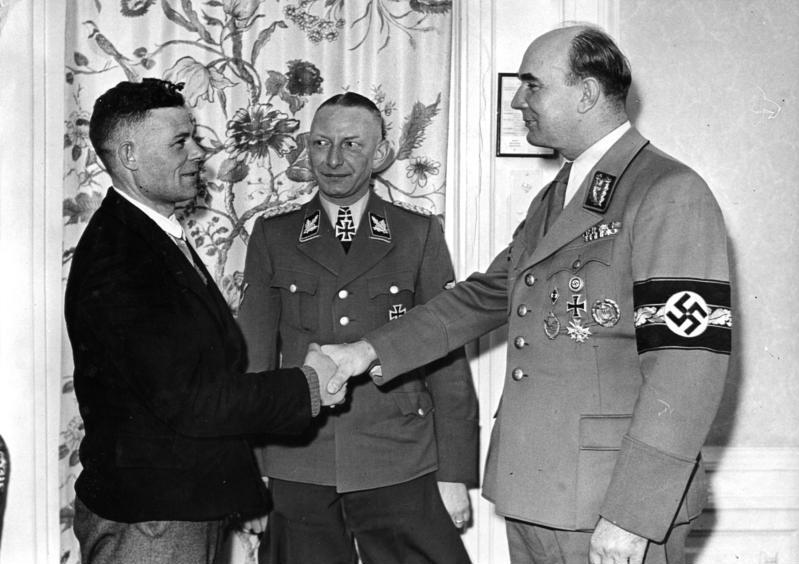
1944년 바르테란트 제국대관구에서 지구 지도자 아서 그레서가 인사를 받는 모습.

1942년 말까지 총 독일계 소수민족 629,000명이 정착했으며, 393,000명의 정착 준비를 끝냈다. 장기적 목표로는 트란실바니아, 바나트, 프랑스, 헝가리, 루마니아 등으로 540만명을 정착시키는 것이었다. 독일 제국 내에서 나온 이민자들은 모두 인종이나 정치적으로 신뢰할 수 없는 사람이나 폴란드 병합 지역에서 강제 수용소로 들어갈 사람으로 분류되었다. 히믈러는 프랑스와 룩셈부르크의 정착민들이 종종 해당국가의 시민으로서 있길 바라는 현상 때문에 유지하기 힘들다고 말했다.
| 기원 지역                  | 총 합       | 합병된 동부 지역에 정착한 인구                   |
| -------------------------- | ----------- | ------------------------------------------------ |
| 에스토니아와 라트비아      | 76,895명    | 57,249명                                         |
| 리투아니아                 | 51,076명    | 30,315명                                         |
| 볼히니아, 갈리치아, 나레프 | 136,958명   | 109,482명                                        |
| 폴란드 총독부 동부         | 32,960명    | 25,956명                                         |
| 베사라비아                 | 93,342명    | 89,201명                                         |
| 북부 부코비나              | 43,670명    | 24,203명                                         |
| 남부 부코비나              | 52,149명    | 40,804명                                         |
| 도르부자                   | 15,454명    | 11,812명                                         |
| 루마니아 레가트            | 10,115명    | 1,129명                                          |
| 고트시와 류블랴나          | 15,008명    | 13,143명                                         |
| 불가리아                   | 1,945명     | 226명                                            |
| 세르비아                   | 2,900명     | 350명                                            |
| 러시아                     | 350,000명   | 177,146명                                        |
| 그리스                     | 250명       |                                                  |
| 보스니아 헤르체고비나      | 18,437명    | 3,698명                                          |
| 슬로바키아                 | 98명        |                                                  |
| 남부 트롤                  | 88,630명    | 제국, 보호령, 룩셈부르크 : 68,162명              |
| 프랑스                     | 19,226명    | 알자스, 로렌, 룩셈부르크, 제국, 보호령 : 9,572명 |
| 총 합                      | 1,009,113명 | 662,448명                                        |

### 스페인과 포르투갈
스페인은 파시스트 독재자 프란시스코 프랑코가 지도자로 있었으며, 독일 편에 참전할 것을 고려하고 있었다. 스페인 팔랑헤당은 수많은 영토 점유를 요구했다. 프랑코 장군은 프랑스의 바스크어 지역 뿐 아니라 카탈루냐어 사용 지역인 루살롱, 세르다냐, 안도라 영토 할양을 요구했다. 또한, 스페인은 전략적, 이념적 가치로 인해 대영제국의 지브롤터 점령도 요구했다. 또한, 프랑코는 스페인 보호령인 모로코의 재통일 및 프랑스령 알제리주의 오랑 지역, 스페인령 기니의 대규모 확장도 요구했다. 특히, 마지막 요구 사항은 독일이 독일령 카메룬을 다시 부활시키려는 영토 야망이 있었기 때문에 이루어질 수 없게 되었고, 오히려 독일은 스페인이 기니 지역을 포기하도록 강요했다. 스페인은 포르투갈을 문화적, 역사적 동질성을 근거로 이베리아 연합이라는 동맹을 염두에 두고 있었다.
스페인이 참전을 거부한 이후, 스페인과 포르투갈은 괴뢰국 상태가 될 것으로 예상했다. 이들은 대서양 장벽의 독일 해군 시설 건립에 대한 일환으로 독일에게 대서양 해안 도시 및 섬을 인계했다. 포르투갈은 포르투갈령 모잠비크와 포르투갈령 앙골라를 미틀아프리카의 식민지 프로젝트를 일환으로 양도했다.

## 유럽 이외 세계의 다른 부분에 대한 계획

### 아프리카 식민지 범위 계획

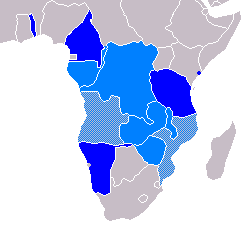
미틀아프리카(Mittelafrika)의 예상 영토는 파란색이다. 제1차 세계 대전 이전 독일 식민지 제국이 소유한 식민지는 진한 파란색이다. 포함 가능 영토(포르투갈 제국의 영토)는 파란색 음영 처리.

아프리카에 대한 히틀러의 지정학적 생각은 항상 유럽 그 자체에 있는 팽창 목표의 보조적인 위치에 있었다. "식민지 정책은 오직 너가 먼저 대륙을 점령하고 나서야 만들 수 있다"라고 말했다. 전쟁 발발 이전 히틀러는 독일의 옛 식민지는 유럽 자체 영토 목표를 이룬 후 협상을 통해 돌려받을 것이라고 말했다. 그럼에도 불구하고, 이 지역은 먼저 유럽 대륙에서 최고가 된 이후 어떤 방식으로든 독일이 점령할 예정이었다.
히틀러의 아프리카 미래 조직에 관한 전반적인 의도는 세가지 기초 지역으로 분할되어 있었다. 세 곳중, 북부는 이탈리아 왕국에게 할양할 것이며 중부 지역은 독일이 점령할 의도였다. 나머지 남부 지역은 인종주의를 근거로 한 친나치 아프리카너 국가가 세워질 예정이었다. 1940년 독일 외무부 장관인 요아힘 폰 리벤트로프는 남아프리카 지도자들과 회담을 가진 것이 나치가 이전 식민지인 독일령 남서아프리카를 확보한 다음 남아프리카 연방에게 위임령으로 주는 것에 공감하였다. 남아프리카는 영국의 보호령인 에스와티니, 바수톨란드, 베추아날란드 및 식민지인 남로디지아 영토를 합병할 수 있다는 보상을 얻었다. 스페인과 이탈리아 정부 사이 프랑스의 아프리카 식민지 분할에 관해 논의했지만, 히틀러는 비시 프랑스의 지지를 잃을까 두려워 전쟁 중에 공식적으로 약속하기를 거부했다.
1940년, 크릭스마리네의 장군참모가 독일 식민지 제국은 파란색으로 묘사(대영 제국을 나타내는 붉은 색이나 분홍색에 반대하여 독일의 영토에 전통적으로 쓰이던 색)된 지도와 함께 사하라 이남 아프리카를 통해 대서양에서 인도양으로 확장한다는 훨씬 더 세부적인 계획을 제안했다. 이 제안된 계획은 미틀아프리카로 불리며 심지어는 더 크게 모색된 독일 목표 지도도 존재했다. 이것은 독일이 아프리카에서 우월적인 위치를 만들기 위해 단지 동유럽의 정복 뿐 아닌 유럽 대륙에 걸쳐 만들어진 지역처럼 아프리카도 그렇게 한다는 계획의 기반이 되었다.
유럽에서 얻을 영토 그 자체인 유럽 러시아와 달리, 이 지역은 광대한 독일인 정착 영토로 고려하지 않았다. 광대한 식민지제국의 건설은 주로 경제학적 요인으로 만드는 것으로, 독일에게는 대륙에서 광대한 지하 자원과 재산을 얻을 수 있고, 거의 무제한적인 노동력도 얻고자 했다. 그럼에도 불구하고, 인종주의 정책은 엄격하게 시행될 예정이었으며(백인과 흑인을 분리하는 의미의 차별), 순수한 아리아 인종을 유지하고자 했다.
이 영토는 제1차 세계 대전 이전 독일 제국의 아프리카 식민지 뿐 아니라, 프랑스, 벨기에, 영국의 아프리카 식민지 일부도 포함되었다. 이 지역은 프랑스령과 벨기에령 콩고, 북로디지아 및 남로디지아(이후 남아프리카 공화국 일부도 포함), 니아살랜드, 나이로비를 포함한 케냐 남부(케냐 북부는 이탈리아가 점령하고 있었음), 우간다, 가봉, 우반기-샤리, 나이지리아, 다호메이, 황금 해안, 잔지바르, 니제르와 차드의 거의 대부분, 다카르와 반줄의 해군기지였다.
두 번째 계획은 노르웨이의 트론헤임에서 벨기에령 콩고까지의 모든 유럽과 아프리카의 대서양 해안선 뿐 아닌 카보베르데, 아소르스 제도 등 많은 대서양 앞다의 섬에 걸쳐 서반구에 대해 해군 기지 및 공군 기지 강화와 건설을 할 것이었다. 이와 같이 광범위하지 않지만 비슷한 계획으로는 아프리카 동부 해안에 대한 계획이었다.

### 추축국 세력 간 아시아 분단

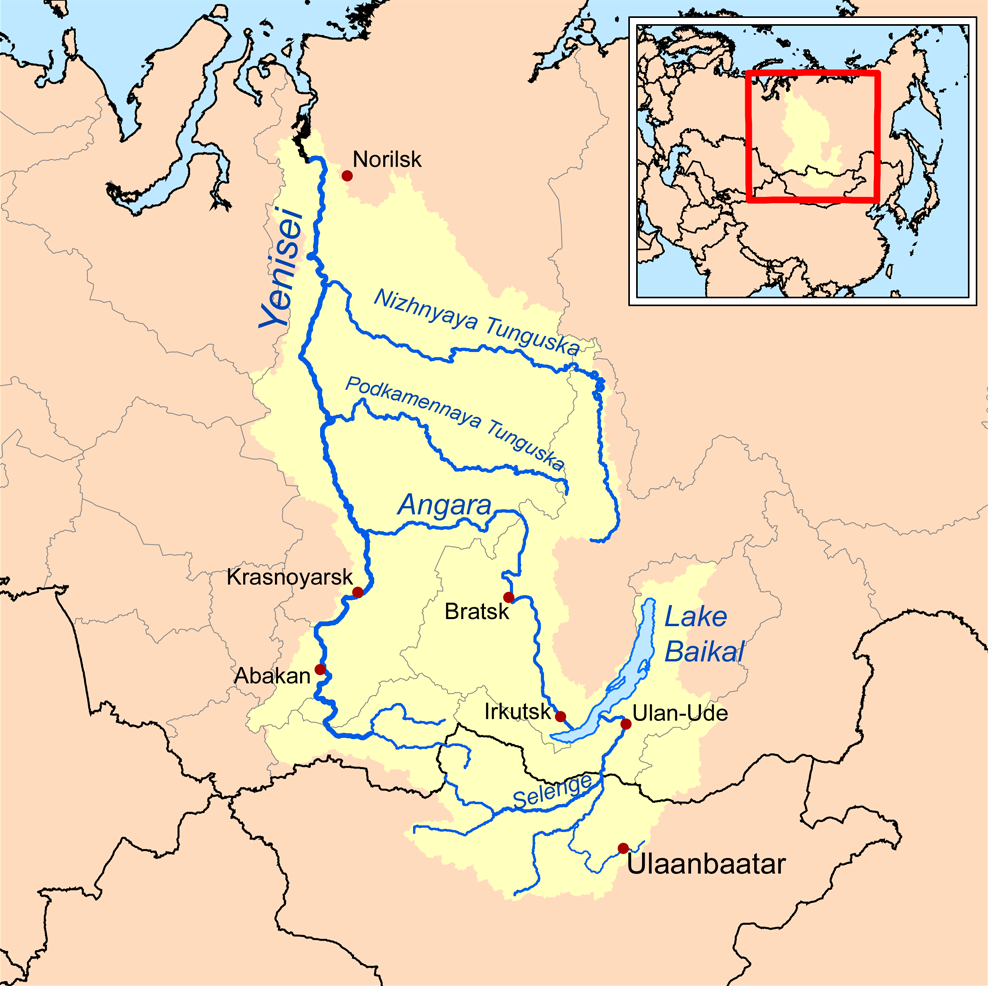
시베리아의 예니세이 강. 예니세이 강은 일본과 나치 독일의 아시아 분단점으로 예정되어 있었다.

1942년, 나치 독일과 일본 제국 사이 비밀 회담에서 이들은 아시아를 예니세이 강을 따라 중국 국경, 중국-소비에트 연방 국경, 아프가니스탄 북부와 서부 국경, 이란-영국령 인도 제국 국경을 따라서 분할하기로 합의했다. 이 조약의 초안은 일본 주 독일 대사인 오시마 히로시가 독일에서 발표했지만, 처음에는 인도가 일본에게 할당되었고 독일 해군의 인도양 운영 작전에 제한이 있었기 때문에 독일 외무부와 해군이 거부하였다. 그러나, 히틀러는 1942년 1월 18일 이 조약에 받아들이고 서명했다.
이 조약은 추축국의 전략적 협력에 해로우며 인도양 경계를 넘기 위해서는 지루한 합의가 필요한 것으로 판명되었다. 이것은 중동에서 독일-일본의 영국에 대한 합동 공세가 불가능하게 만들었다. 연합군 해운에 대한 일본군의 인도양 기습은 실론 공격(스리랑카)과 함께 성공적이었지만, 이들은 이후 독일과 일본의 전략적 재휴가 이루어지지 않았다. 독일은 적극적으로 방어선에 시계를 유지하고 일본의 "세계에서 독일의 영역"이라는 추축국 분할과 일본의 침략에 대해 반대했다. 따라서, 일본은 마다가스카르에 계획된 대규모 공세를 취소하고 독일에게 작전 권한을 주었다.

### 일본의 오세아니아 양보
제1차 세계 대전에서 독일이 패배하여 베르사유 조약으로 인해 일본의 위임통치령이 된 독일 식민지 제국의 옛 오세아니아 식민지(독일령 사모아와 독일령 뉴기니)는 일본이 적어도 삼국 동맹 조약 당시 일시적으로 관심을 가지던 독일에게 판매할 수 있었다(바이마르 공화국과 나치 독일 모두 옛 식민지에 대한 영유권을 포기하지 않았다). 호주와 뉴질랜드는 히틀러가 이 지역에서 백인들이 사라질 것이라고 한탄했지만 미래의 대동아 공영권 지역으로 설정되었다. 그럼에도 불구하고, 히틀러는 그 장교에게 호주는 "죄수의 후손"이며, 독일의 관심지역이 아니며 장래에는 일본인의 식민지가 될 것이라고 말했고, 요제프 괴벨스와 의견을 공유하면서 괴벨스는 그의 일기에서 일본인들은 항상 "5번째 대륙의 이민을 목적으로 한다고 작성했다. 그의 남아있는 유일한 긴 논의에서, 뉴질랜드인은 아직까지 교목성 운동을 하며 이족보행을 못한다고 말했다. 역사학자 노르먼 리치는 히틀러가 동부의 식민지를 만들기 위해 앵글로색슨족의 두 나라를 정복하려 했을 것이라고 말했다. 일부 잉글랜드인들도 같은 운명을 공유했을 것이라고 말했다.

### 중동과 중앙아시아

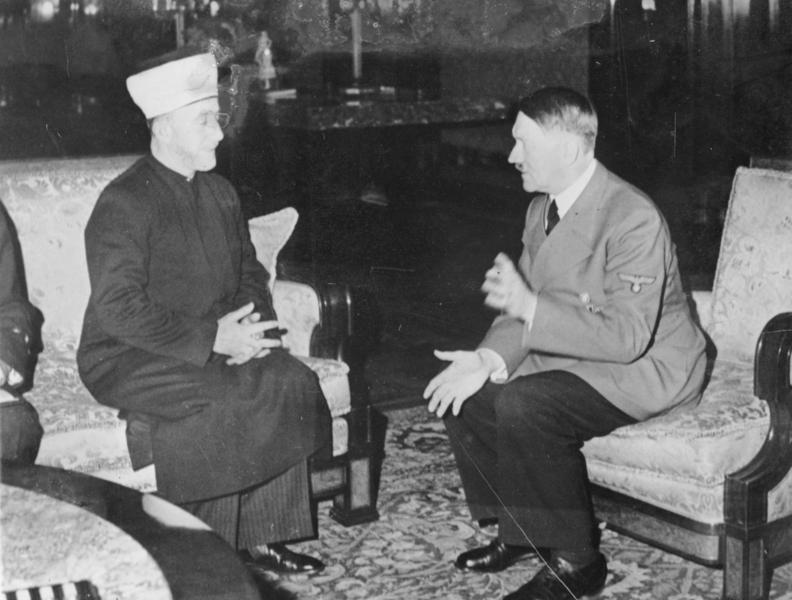
1941년 12월 예루살렘 그랜드 무프티인 무함마드 아민 알-후스세이니와 아돌프 히틀러.

소비에트 연방 멸망 프로젝트를 모두 마친 후에는, 지중해 전구를 강화할 계획을 세웠다. 독일 국방군 최고 사령부는 수에즈 운하와 터키를 통하여 코카서스(이 지역의 대부분은 이미 청색 작전의 결과로 점령하게 됨)에서 바그다드-바스라 지역을 공격해서 1941년 이라크 쿠데타를 지원하여 영국-이라크 전쟁을 지원하고, 결과적으로 아프가니스탄, 이란, 영국령 인도 제국을 지배한다는 계획을 세웠다. 그러나, 히틀러는 이 지역의 독일 식민지 지배에 대해 구상하지 않았으며 적어도 레반트 지역까지는 이탈리아의 지배를 허용하려고 했다. 중동 유대인은 1941년 11월 하즈 아민 알-후스세이니와의 약속에 따라 아인자츠구르페 이집트를 동원하여 몰살할 계획이었다.
터키는 유럽, 아시아, 아프리카의 경계에 있는 지역일 뿐 아니라 긴 기간 동안의 적대적인 역사, 이후 소련에 대한 적대적 태도를 보였기 때문에 히틀러가 중요한 잠재적 동맹으로 인식했다. 독일은 장기적으로 공동으로 협력하는 것을 보장하기 위해, 터키에게 독일 지배 하와 동등한 지위를 보장했으며 국방을 명목으로 원하는 지역의 보장을 약속했다. 이 지역에는 터키와 그리스 간의 경계인 에디르네의 재정립, 터키가 영유권 주장을 하던 코카서스의 완충국 형성, 터키-시리아 국경(바그다드 철도와 알레포 주) 및 터키-이라크 국경(모술 빌리예트)의 개정, 이탈리아 왕국의 침해에 대한 적절한 방어같은 에게해 문제 해결 등이 있다. 흑해(히틀러는 "단순한 개구리연못"이라고 조롱) 또한 터키의 영향권 중 하나로 양보할 수 있었으며, 흑해 함대를 대신에 독일 함대가 주둔하는 것에 반대했다. 크림반도(나치는 고텐란트, Gotenland라고 부름)는 독일이 영구적인 영유권을 보장하기 위해 요새화하고 있음에도 불구하고 흑해에서 해산물을 "무제한"으로 수탈할 수 있었다.
연합국이 점령한 이란도 반란을 이용하여 추축국의 영역으로 끼워넣을려고 했다. 반소비에트주의의 요새로서의 이란은 1930년대 이미 고려되었으며, 이란에 대한 히틀러의 "아리안 민족의 국가"로 선언한 것도 일치한다(페르시아어로 Iran이라는 말은 "아리안 족의 고향"이라는 뜻이다.). 1935년 국명을 페르시아에서 이란으로 개칭한 것은 독일 대사의 "아리아인 연대"의 제안으로, 샤가 이를 수락하여 받아들어졌다. 그러나, 이란 사람들은 자신의 나라를 항상 "이란"이라고 불렀으며, 나치 독일의 성장 천여년 이전부터 계속해왔던 것이었다. 제2차 세계 대전 직전 독일은 소련, 영국, 미국 다음으로 단일 무역 상대로써 가장 거대한 무역 상대였다.
전쟁 이전 외교적 행보로, 나치 독일 외무부는 아프가니스탄에 특별한 관심을 가졌고, 제1차 세계 대전 기간 이루어진 니에데마이어-헨팅 탐험(Niedermayer-Hentig Expedition)에도 불구하고 독일 제국이 나라를 활용하는 데 실패했다고 믿었다. 이들의 목적은 독일-영국 간 충돌시 최대한 중립을 유지하며, 심지어는 영국령 인도와 소비에트 러시아를 공격하는 데 군사적으로 이용하려고 했다. 아프가니스탄 정부와 나치 독일 외무부 간 친선관계에도 불구하고, 리펜트로프는 현재 아프가니스탄 정부를 전복시키고 1929년부터 독일로 망명해 있던 아마눌라흐 칸 복권을 선호했다. 결국, 히틀러는 이 문제에 대해 로젠버그를 지지했다. 1940년 독일-프랑스 휴전 이후 카불 정부는 아프가니스탄의 미래에 대한 독일의 계획을 물어보기 위해 베를린 방문을 시도했다. 가장 특별한 관심사는 전후 국경으로, 아프가니스탄은 영국령 인도에 있던 파슈툰인 1500만명의 "해방"을 희망했고 거기에 더해 북부 아프가니스탄 국경을 확장하고 남으로는 인도양 해안까지 파슈투니스탄처럼 확장하려고 했다. 10월에서 11월 사이 열린 독일-소련 추축국 회담에서 독일이 소련에게 남부-중앙유라시아와 인도 방면으로 소련을 확장시켜줄려고 했을 때, 독일은 아프가니스탄과 협력하기를 꺼려했다.
독일은 이븐 사우드 하의 사우디아라비아를 자연적인 동맹국으로 여겼으며, 아라비아 남서부와 트란스요르단을 양도하려고 했다. 또한, 전후 위성국으로 대아랍연합을 세우는 것이 논의되었다.
처음에는 이 지역들을 이탈리아가 점령하도록 양보할 예정이었지만, 1943년 이탈리아 왕국이 연합국에게 휴전을 합의하자 히틀러는 이슬람 세계에 이슬람 국가를 독립시키고 "위험한" 이탈리아와는 달리 국가사회주의 독일과 범아랍주의 운동을 자연적인 동맹으로 만들려고 했다. 1945년 2월 17일, 특히 히틀러는 측근들에게 독일의 강철 조약이 더 혁명적인 정책을 추구하는, 또한 대영제국 및 프랑스 식민 제국 둘 모두의 영향력을 없애버릴 수 있는 남쪽의 아랍 세계로 진출하는 것을 막아버렸다고 후회한다고 말했다.:

자연스럽게, 베니토 무솔리니의 이탈리아 제국은 중동에 대한 영유권을 주장했다. 우리가 우리 자신에게 있었다면, 우리는 프랑스가 지배하는 이슬람 국가를 해방할 수 있었다. 그리고 영국의 영향을 받는 거대한 중동과 이집트도 그렇게 할 수 있었다. 그러나, 우리의 운명은 이탈리아인과 연결되어 있었으며 이러한 정책을 추구할 수 없었다. 모든 이슬람인은 우리의 승리에 진동했다. 이집트인, 이라크인 및 중동 거의 전체가 모두 반란을 일으킬 준비를 하고 있었다. 우리가 단지 그들을 돕기 위해 할 수 있을 것을 생각한다면, 심지어 그들을 선동하는 것만으로도 우리들의 의무이자 우리들의 관심사인 것이다! 그러나, 우리 측에서 이탈리아의 존재는 우리를 마비시켰다. 우리의 이슬람 친구들은 필연적으로 우리 자신을 압제자라 느끼거나 내키지 않는 공범이라고 느끼며 불쾌하게 느꼈을 것이다.

## 같이 보기
- 대게르만국은 전 유럽의 모든 게르만족 지역을 점령하여 만들려고 했던 국가 이름이다.
- 대동아공영권은 신질서와 범게르만주의를 일본식으로 만든 것이다.
- 이탈리아 제국은 파시스트 이탈리아의 지중해 점령 프로젝트이다. (en:Imperial Italy)
- 대독일주의와 소독일주의(그로스도이칠란트, Grossdeutschland)
- 드랑 나흐 오스턴 (Drang nach Osten, "The Drive Eastward")
- 레반스라움 (Lebensraum)
- 게네랄플란 오스트 (Generalplan Ost)
- 생명의 샘
- 최종 해결책 (Final solution)
- 홀로코스트
- 유럽 전장 (제2차 세계 대전)
- 독일 점령기
- 신세계질서 (국제 외교 이론)
- 포즈난 연설 -1943년 10월 하인리히 힘러의 연설로, SS에게 신 질서의 새부 사항에 대한 연설이다.
- 헤게모니
- 제2차 세계 대전의 추축국의 승리

## 추가 자료
- Evans, Richard J. The Third Reich at War (2009) pp 321–402
- Fritz, Stephen G. Ostkrieg: Hitler's War of Extermination in the East (2011)
- Longerich, Peter. Heinrich Himmler: A Life (2012)
- Lund, Joachim. "Denmark and the 'European New Order', 1940-1942," Contemporary European History, (2004) 13#3 pp 305–321,
- Mazower, Mark. Hitler's Empire: How the Nazis Ruled Europe (2009)
- Mazower, Mark. "Hitler's New Order, 1939-45," Diplomacy and Statecraft (1996) 3#1 pp 29–53,
- Snyder, Timothy. Bloodlands: Europe Between Hitler and Stalin (2010)